# Piobesi d’Alba
Piobesi d’Alba – miejscowość i gmina we Włoszech, w regionie Piemont, w prowincji Cuneo.
Według danych na rok 2004 gminę zamieszkiwało 1026 osób, 342 os./km².